# جيمس ر. كينكيد
جيمس ر. كينكيد (بالإنجليزية: James R. Kincaid)‏ هو صحفي أمريكي، ولد في 31 أغسطس 1937.